# Ayros-Arbouix
Ayros-Arbouix es una población y comuna francesa, en la región de Mediodía-Pirineos, departamento de Altos Pirineos, en el distrito de Argelès-Gazost y cantón de Argelès-Gazost. La comuna de Pirineos está situada en Lavedan, es parte del parque nacional de los Pirineos. 

## Demografía
| 220 | 228 | 235 | 256 | 230 | 231 |
| Para los censos de 1962 a 1999 la población legal corresponde a la población sin duplicidades (Fuente: INSEE [Consultar]) |     |     |     |     |     |